# Rodowo (powiat braniewski)
Rodowo (niem. Radau) – wieś w Polsce położona w województwie warmińsko-mazurskim, w powiecie braniewskim, w gminie Braniewo.
W latach 1975–1998 miejscowość położona była w województwie elbląskim.
Inne miejscowości o nazwie Rodowo: Rodowo.